# Vipera darevskii
Vipera darevskii är en ormart som beskrevs av Vedmederja, Orlov och Tuniyev 1986. Vipera darevskii ingår i släktet Vipera och familjen huggormar. IUCN kategoriserar arten globalt som akut hotad. Inga underarter finns listade i Catalogue of Life.
Arten förekommer i Kaukasus i Armenien och Turkiet. Den vistas i regioner som ligger 2100 till 2700 meter över havet. Habitatet utgörs av klippiga områden och sten ansamlingar i närheten av bergsängar.

## Bildgalleri

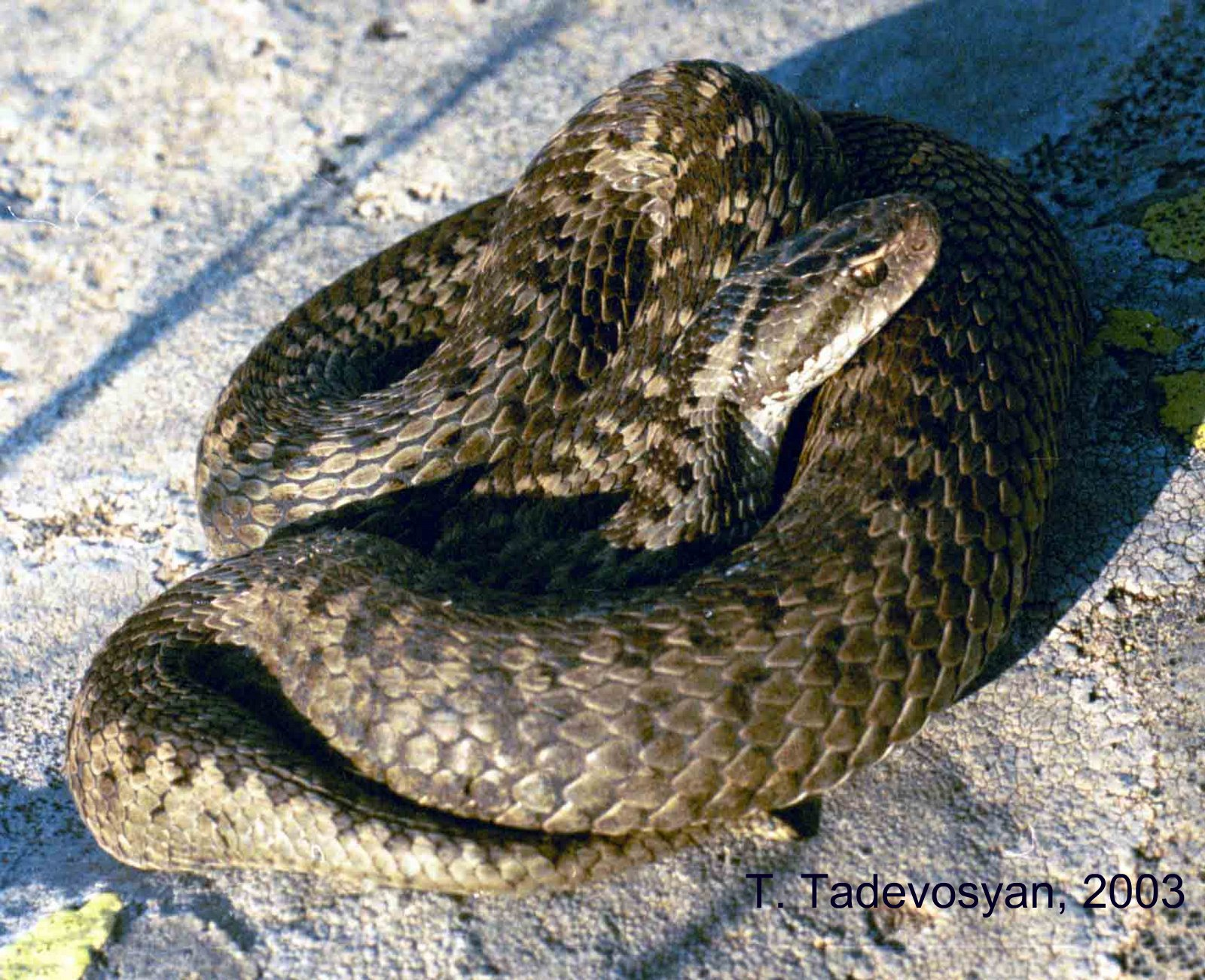